# Caracará (Sobral)
Caracará é um distrito do município brasileiro de Sobral, no interior do estado do Ceará. Segundo o censo demográfico de 2022, realizado pelo Instituto Brasileiro de Geografia e Estatística (IBGE), sua população era de 1 695 habitantes e havia 584 domicílios particulares permanentes ocupados. Foi criado antes de 1933.
De acordo com o IBGE, em 2010 a população era de 1 785 habitantes e havia 629 domicílios particulares.